# Hendrik S. Houthakker
Hendrik S. Houthakker (ur. 31 grudnia 1924 w Amsterdamie, zm. 15 kwietnia 2008) – amerykański ekonomista i biznesmen pochodzenia holenderskiego.

## Życiorys
Hendrik S. Houthakker urodził się w 1924 roku. Otrzymał dyplom z ekonomii na Uniwersytecie w Amsterdamie w 1949 roku i dołączył do Wydziału Ekonomii na Uniwersytecie w Cambridge. W 1954 roku przeniósł się do Stanford, gdzie poznał swoją żonę Annę-Teresę. W 1963 roku otrzymał John Bates Clark Medal, przyznany przez American Economic Association. Został powołany na członka Rady Doradców Ekonomicznych. W latach 1987–1988 był przewodniczącym na Wydziale Ekonomicznym.
Od 1956 r. żonaty był z Anną Teresą Tymieniecką. Bliskim przyjacielem małżeństwa Houthakkerów był Jan Paweł II. Zmarł 15 kwietnia 2008 roku.